# Dichaetomyia rangeri
Dichaetomyia rangeri este o specie de muște din genul Dichaetomyia, familia Muscidae. A fost descrisă pentru prima dată de Zielke în anul 1973.
Este endemică în Madagascar. Conform Catalogue of Life specia Dichaetomyia rangeri nu are subspecii cunoscute.